# 山口鶴男
山口 鶴男（やまぐち つるお、1925年（大正14年）10月4日 - 2015年（平成27年）8月3日）は、日本の政治家。総務庁長官（第15代）、衆議院議員（11期）、日本社会党書記長（第11代）、日本社会党国会対策委員長（第14代）、衆議院予算委員長などを歴任した。位階は正三位。勲章は勲一等旭日大綬章。通称「ヤマツル」。

## 来歴・人物
群馬県吾妻郡草津町生まれ。旧制前橋中学校（現・群馬県立前橋高等学校）卒。桐生高等工業学校（現群馬大学工学部）卒業。小学校の教員に採用され、教職員組合活動に取り組み、群馬県教組書記長となる。
1960年、第29回衆議院議員総選挙に日本社会党公認で旧群馬県第3区（定数4）から出馬し、初当選を果たした。以後1回の落選を挟み、11期当選。横路節雄から江田三郎に紹介され、江田派に所属。1980年、社会党内に複数存在した右派の一部グループを糾合する形で政権構想研究会を結成し、代表世話人に就任し、同じく旧江田派の田邊誠の水曜会にも参加する。政権構想研究会は社公民路線を支持し、非自民・非共産連立政権の樹立を志向していた。政権構想研究会は1981年、社会党委員長選挙で飛鳥田一雄委員長の対立候補に武藤山治政策審議会長を推薦するが、社会主義研究会（旧佐々木更三派）が下平正一を擁立して反飛鳥田の票が分裂し、飛鳥田の再選を許す敗北を喫した。1983年、第13回参議院議員通常選挙で社会党が大敗し、飛鳥田委員長は引責辞任。後任の石橋政嗣委員長の下で、日本社会党国会対策委員長に就任し、政権構想研究会の代表世話人を辞任（後任は武藤山治）。
1986年、衆参同日選挙で社会党は大敗。石橋委員長は辞意を表明し、新たに選出された土井たか子委員長の下で日本社会党書記長に就任。1989年には滋賀県大津市で行われた演説会において右翼の襲撃を受け中村鋭一が流血を伴う負傷、山口本人も首を殴打されるなどしたが、犯人が確保されるとそのまま演説を開始した。同年の第15回参議院議員通常選挙及び1990年の第39回衆議院議員総選挙で社会党は議席数を伸ばしたものの、山口の選出選挙区である旧群馬3区に連合主導で2人目の候補擁立が持ち上がった際は、共倒れを懸念し抵抗。結局、白石健一を非公認（野党統一候補）で擁立したが、当選者は山口1人に留まった。1991年、第12回統一地方選挙での社会党敗北により土井執行部は総退陣し、山口も書記長を辞任する。
1993年、社会党も参画する細川連立政権が発足し、衆議院予算委員長に就任。翌1994年、羽田内閣発足直後の改新騒動を受け、連立離脱を主張（この時、委員長の村山富市や大出俊、野坂浩賢国対委員長らも連立離脱を主張したのに対し、田邊誠・山花貞夫両元委員長や久保亘書記長、赤松広隆元書記長らは連立政権への残留を主張。マスコミは便宜的に前者を社会党左派、後者を社会党右派と形容した）。政権離脱も予算委員長に留まり、野党側が予算委員長ポストを握ることとなった。同年6月、衆議院予算委員会において与党議員が反対する中、委員長職権で細川護煕前首相の衆院予算委員会での証人喚問を決定する。その後は水面下で自社さ連立政権の樹立に動き、6月30日に成立した村山内閣で総務庁長官に任命され、衆議院議員11期目にして初入閣を果たした。
1996年1月、日本社会党の党名変更による社会民主党結党に参加。同年4月、勲一等旭日大綬章に叙された。同年9月、第41回衆議院議員総選挙に出馬せず、政界を引退する意向を表明した。しかし2000年に中選挙区で長くしのぎを削った小渕恵三が死去したため、群馬県第5区での立候補を土井たか子社民党党首から要請され、引退を撤回して群馬5区から社民党公認で出馬したが、小渕の次女・小渕優子に10万票以上の大差をつけられ敗北。比例北関東ブロックにも重複立候補していたが、惜敗率でわずかに日森文尋に及ばず、落選した。その後は社民党前議員会会長、がんばれ社民党OBGの会会長を務める。
2015年8月3日午後8時45分、肺炎のため群馬県内の西吾妻福祉病院で死去。89歳没。叙正三位。

## その他
- 新東京国際空港（現・成田国際空港）の一坪共有地の名義人の1人であった[8]。